# إوانيس بوتوريديس
إوانيس بوتوريديس (باليونانية: Ιωάννης Ποτουρίδης)‏ (27 فبراير 1992 بسلانيك في اليونان - ) هو لاعب كرة قدم يوناني في مركزي قلب الدفاع والدفاع. شارك مع منتخب اليونان تحت 17 سنة لكرة القدم ومنتخب اليونان تحت 19 سنة لكرة القدم ومنتخب اليونان تحت 21 سنة لكرة القدم. أما مع النوادي، فقد لعب مع نادي أولمبياكوس ونادي بلاتانياس ونادي نوفارا وPanthrakikos F.C. ‏.

## وصلات خارجية
- إوانيس بوتوريديس على موقع قاعدة بيانات كرة القدم.إي يو (الإنجليزية)
- إوانيس بوتوريديس على موقع بيانات كرة القدم. دي إي (الألمانية)
- إوانيس بوتوريديس على موقع Soccerway.com (الإنجليزية)
- إوانيس بوتوريديس على موقع عالم كرة القدم.نت (الإنجليزية)